# 산펠리페후티아
산펠리페후티아(Mesocapromys sanfelipensis)는 후티아과에 속하는 설치류의 일종이다. 쿠바에서 발견된다. 2008년 IUCN 적색 목록에서 절멸위급종으로 지정했으며, 멸종된 종으로 추정하고 있다.